# Барбоза, Инасиу де Вильена
Инасиу де Вильена Барбоза (порт. Inácio de Vilhena Barbosa; 1811 — 1890) — португальский историк, археолог, публицист, геральдист. Родился в Лиссабоне, Португалия. Член Лиссабонской академии наук. Автор «Городов и городков Португальской монархии» (1860—1862), «Исторических и археологических исследований» (1874—1875), «Исторических, художественных и археологических памятников Португалии» (1886). Печатался в журналах «O Panorama» (1837—1868), «Ilustração Лузу-Brasileira» (1856—1859), «Arquivo Pitoresco» (1857—1868) и «O Occidente» (1878—1915). В 1933 году городской совет Лиссабона назвала в честь историка одну из улиц столицы.

## Работы
- Barbosa, Ignacio de Vilhena. «As cidades e villas da monarchia portugueza que teem brasão d’armas». Lisboa: Typographia do Panorama, 1860—1862. 3 vol. : il. ; 22 cm. (1º v.: V, [4], 207 p., [57] fls. il. — 2º v.: 201 p., [39] fls. il. — 3º v.: 277p., [29] fls. il.)
- Vilhena Barbosa, Ignacio de. «Estudos historicos e archeologicos». Lisboa: Typ. Castro Irmao, 1874—1875.
- Vilhena Barbosa, Ignacio de. «Monumentos de Portugal, historicos, artisticos e archeologicos». Lisboa: Typ. Castro Irmao, 1886
- Silva, Joaquim Possidonio Narciso da; Vilhena Barbosa, Ignacio de. «Noçoes elementares de Archeologia»: obra illustrada com 324 gravuras. Lisboa: Lallemant Frères, 1878. (на испанском)